# 소련 수립 조약
소련 수립 조약, 조약 공식 명칭인 소비에트 사회주의 공화국 연방 수립 조약(러시아어: Договор об образовании СССР, 우크라이나어: Договір про утворення СРСР, 벨라루스어: Дагавор аб утварэнні СССР)은 소련의 수립을 공식적으로 공표한 조약이다. 1919년 이래로 존재했던 여러 평의회 공화국의 연방을 법적으로 합법화했으며 주요 권력이 모스크바에 몰려있는 새로운 중앙집권적 연방 정부(소비에트 연방 소비에트 대회, 입법부 격의 소비에트 연방 중앙집행위원회 및 행정부 격의 인민위원평의회)를 수립하였다.
1922년 12월 30일 러시아 SFSR, 우크라이나 SSR, 벨로루시 SSR, 자캅카스 SFSR의 대표단이 모인 회의에서 소련 수립 선언과 함께 발표되어 합의되었다. 수립 조약 및 선언은 제1차 소비에트 대회에서 확인하였으며 각 공화국 대표단이 서명하였다. 조약에서는 얼마든지 새로운 공화국이 가입할 수 있도록 하였으며 1940년 이후에는 15개 공화국으로 늘어났다.
1991년 12월 8일, 러시아, 벨로루시, 우크라이나의 대통령은 벨라베자 조약에 서명하였다. 벨라베자 조약은 조약 창립국이 소련 해체에 합의하며 독립국가연합을 수립한다는 내용이었다. 12월 10일 벨라베자 조약이 우크라이나 최고 소비에트와 벨로루시 최고 소비에트에 비준되었다. 12월 12일에는 러시아 최고 소비에트가 소련 수립 조약의 효력을 폐기하면서 사실상의 독립 선언을 발표하였다.
1991년 12월 26일에는 소련 최고 소비에트 산하의 상원격에 해당하는 민족회의가 소련 해체를 발표하면서 효력이 완전히 정지되었다.

## 같이 보기
- 신연방조약
- 알마아타 조약